# Donald D. Brown
Pour les articles homonymes, voir Donald Brown et Brown.
Donald D. Brown est un professeur de la Carnegie Institution et un professeur adjoint de l'université Johns-Hopkins. En 1956, il reçut un M.D. et un M.S. e biochimie de l'école de médecine de l'université de Chicago. Il passa l'examen de médecine de l'État d'Ohio la même année.